# 斯科特·布拉德利 (政治人物)
斯科特·N·布拉德利（英語：Scott N. Bradley；1952年—），是一名美國的政治人物、猶他州州立大學行政官，在2016年美國總統選舉與達雷爾·卡斯特搭檔，成為憲法黨副总统候選人。
布拉德利曾在2006年和2010年參選美國參議院猶他州代表議員；2010年他獲得5.67%的選票，是憲法黨參議院候選人歷史上第二高得票百分比。

## 背景
布拉德利在西敏學院獲得文學學士學位，後在楊百翰大學得到公共行政碩士學位，以及於喬治·偉茲大學得到憲法博士學位。